# Humberto Gatica

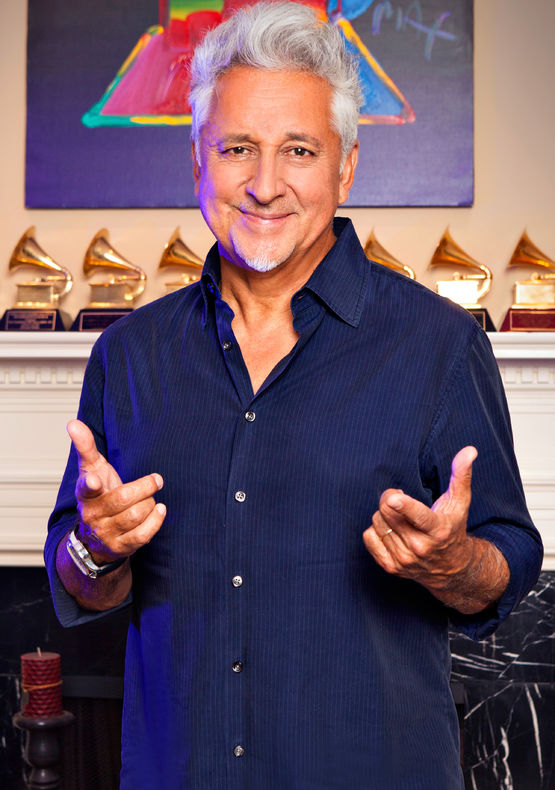
Humberto Gatica

Humberto Gatica (* 1951 in Rancagua) ist ein US-amerikanischer Plattenproduzent, Tontechniker und Arrangeur.
Der Neffe der Sänger Arturo und Lucho Gatica reiste im Alter von siebzehn Jahren in die USA und übernahm dort in Los Angeles zunächst verschiedene Gelegenheitsjobs. Als sein Onkel Lucho 1973 in die Stadt kam, machte er ihn mit dem Toningenieur Val Valentin bekannt, der bei MGM Records arbeitete. So erhielt er Gelegenheit, dort als Assistent Erfahrungen im Bereich der Plattenproduktion zu sammeln. Nach der Auflösung von MGM Records 1975 arbeitete er selbstständig für verschiedene Labels. 1978 lernte er den kanadischen Pianisten und angehenden Musikproduzenten David Foster kennen, mit dem er zusammenarbeitete und 1984 seinen ersten Grammy (für das Album Chicago 17) erhielt.
Gatica wurde zu einem der erfolgreichsten Plattenproduzenten und Toningenieure, mit dem Musiker wie Celine Dion, Josh Groban, Michael Bublé, Andrea Bocelli, Julio Iglesias, Tina Turner, Michael Jackson, Barbra Streisand und Mariah Carey zusammenarbeiteten. Er wurde achtmal mit einem Grammy und sechsmal mit einem Latin Grammy ausgezeichnet.

## Diskographie
- 1958: Newport Years, Oscar Peterson
- 1974: Elis & Tom, Antônio Carlos Jobim & Elis Regina
- 1978: From the Inside, Alice Cooper
- 1981: Ella Abraca Jobim, Ella Fitzgerald
- 1982: Chicago 16, Chicago
- 1982: Janet Jackson, Janet Jackson
- 1982: Thriller, Michael Jackson
- 1983: Can’t Slow Down, Lionel Richie
- 1984: 1100 Bel Air Place, Julio Iglesias
- 1984: Chicago 17, Chicago
- 1984: Footloose Original Soundtrack
- 1984: Private Dancer, Tina Turner
- 1984: What About Me?, Kenny Rogers
- 1985: The Broadway Album, Barbra Streisand
- 1985: The Color Purple, Original-Soundtrack
- 1985: Eaten Alive, Diana Ross
- 1985: Encontros e Despedidas, Milton Nascimento
- 1986: Very Best of Michael McDonald, Michael McDonald
- 1987: Bad, Michael Jackson
- 1987: Richard Marx, Richard Marx
- 1990: Go West Young Man, Michael W. Smith
- 1990: Unison, Celine Dion
- 1992: Myriam Hernandez, Myriam Hernandez
- 1993: Aries, Luis Miguel
- 1993: Back to Broadway, Barbra Streisand
- 1993: Colour of My Love, Celine Dion
- 1993: My World, Ray Charles
- 1993: Send Me A Lover, Taylor Dayne
- 1993: Touch of Music in the Night, Michael Crawford
- 1994: Crazy, Julio Iglesias
- 1994: Miracles: The Holiday Album, Kenny G
- 1995: Carretera, Julio Iglesias
- 1995: Don’t Bore Us, Get to the Chorus: Greatest Hits, Roxette
- 1995: The French Album, Celine Dion
- 1995: Invisible, La Ley
- 1996: Day, Babyface
- 1996: Dove C’e Musica, Eros Ramazzotti
- 1996: Epiphany: The Best of Chaka Khan Vol. 1, Chaka Khan
- 1996: Falling into You, Celine Dion
- 1996: The Mirror Has Two Faces, Marvin Hamlisch
- 1996: Moment, Kenny G
- 1996: Star Bright, Vanessa Lynn Williams
- 1996: Tango, Julio Iglesias
- 1997: Higher Ground, Barbra Streisand
- 1997: Innamorato, Riccardo Cocciante
- 1997: Let’s Talk About Love, Celine Dion
- 1997: Still Waters, Bee Gees
- 1998: Bathhouse Betty, Bette Midler
- 1998: Because You Loved Me: Songs of Diane Warren, Johnny Mathis
- 1998: Believe, Cher
- 1998: Body of Work, Paul Anka
- 1998: The Boy is Mine, Monica
- 1998: Greatest Hits, Steve Perry
- 1998: Jade, Corey Hart
- 1998: Love Will Always Win, Faith Hill
- 1998: My Love Is Your Love, Whitney Houston
- 1998: R., R Kelly
- 1998: Vuelve, Ricky Martin
- 1999: 25th Anniversary Edition, KC and the Sunshine Band
- 1999: Inolvidable, Vol. 2: Enamorado de Ti, Jose L. Rodriguez & Los Panchos
- 1999: Rainbow, Mariah Carey
- 1999: Sogno, Andrea Bocelli
- 2000: Love Songs, Deniece Williams
- 2000: Seul, Garou
- 2000: Uno, La Ley
- 2001: Greatest Hits: HIStory, Vol. 1, Michael Jackson
- 2001: Invincible, Michael Jackson
- 2001: Josh Groban, Josh Groban
- 2001: Loves Makes the World, Carole King
- 2001: MTV Unplugged, Alejandro Sanz
- 2001: Q: The Musical Biography of Quincy Jones, Quincy Jones
- 2001: Taberna del Buda, Café Quijano
- 2001: Yo por Ti, Olga Tañón
- 2002: Mended, Marc Anthony
- 2002: Moulin Rouge, Original-Soundtrack
- 2002: A New Day Has Come, Celine Dion
- 2002: Paradise, Kenny G
- 2002: Prelude: The Best of Charlotte Church, Charlotte Church
- 2002: Quizás, Enrique Iglesias
- 2002: Sobrevivir, Olga Tañón
- 2002: Twisted Angel, LeAnn Rimes
- 2003: The Best of Me, David Foster
- 2003: Closer, Josh Groban
- 2003: Let It Snow, Michael Bublé
- 2003: Libertad, La Ley
- 2004: Come Fly With Me, Michael Bublé
- 2004: En La Luna, Reyli
- 2004: Live At The Greek, Josh Groban
- 2004: Renee Olstead, Renee Olstead
- 2005: #1’s, Destiny’s Child
- 2005: Ancora, Il Divo
- 2005: Caught In The Act, Michael Bublé
- 2005: Home, Michael Bublé
- 2005: It’s Time, Michael Bublé
- 2006: Amor, Andrea Bocelli
- 2006: Awake, Josh Groban
- 2006: Duets: An American Classic, Tony Bennett
- 2006: Under the Desert Sky, Andrea Bocelli
- 2006: Vittorio, Vittorio Grigolo
- 2007: Best of Andrea Bocceli: Vivere, Andrea Bocelli
- 2007: Christmas Wish, Olivia Newton-John
- 2007: D’Elles, Celine Dion
- 2007: Noel, Josh Groban
- 2007: Taking Chances, Celine Dion
- 2008: Brasileiro, Antonio Carlos Jobim
- 2008: David Cavazos, David Cavazos
- 2008: Rhythm and Romance, Kenny G
- 2008: Vivere: Live in Tuscany, Andrea Bocelli
- 2009: Michael Bublé Meets Madison Square Garden, Michael Bublé
- 2009: Patrizio, Patrizio Buanne
- 2009: Skylark, Reneé Olstead
- 2009: Love, Boyz II Men
- 2009: Greatest Holiday, Kenny G
- 2009: Crazy Love, Michael Bublé
- 2009: Antes y Después, David Cavazos
- 2010: The Perfect Gift, The Canadian Tenors
- 2010: The Essential Julio Iglesias, Julio Iglesias
- 2010: The Essential Carole King, Carole King
- 2010: Hollywood; The Deluxe EP, Michael Bublé
- 2010: Due Voci, Due Voci
- 2010: A Thousand Different Ways/Measure of a Man, Clay Aiken
- 2011: Negociaré Con La Pena, Pepe Aguilar
- 2011: Il Volo, Il Volo
- 2011: Dream With Me, Jackie Evancho
- 2011: 1, Julio Iglesias
- 2012: We Are Love, Il Volo
- 2012: Sounds of Space, Alfredo Rodríguez
- 2012: Songs from the Silver Screen, Jacki Evancho
- 2012: Il Volo Takes Flight: Live from the Detroit Opera House, Il Volo
- 2012: Habítame Siempre, Thalía
- 2012: Breathless/At Last...The Duets Album, Kenny G
- 2013: What a Life, Erin Boheme
- 2013: Más Que Amor, Il Volo
- 2013: Music on My Mind/Life, Love and Harmony, Nancy Wilson
- 2013: Love in Portofino, Andrea Bocelli
- 2013: Duets, Paul Anka
- 2013: Buon Natale, Il Volo
- 2013: 20: The Greatest Hits, Laura Pausini
- 2014: Xscape, Michael Jackson
- 2014: Retour, La Ley
- 2014: For You, Selena Gomez
- 2015: Stages, Josh Groban
- 2015: El Amor, Gloria Trevi
- 2015: Cinema, Andrea Bocelli
- 2015: Christmas, Michael Bublé
- 2015: Brazilian Nights, Kenny G
- 2016: Stages Live, Josh Groban
- 2016: Encore Un Soir, Celine Dion

## Awards
Grammy Awards
- 1984: Beste Abmischung eines Albums (Best Engineered Album), ohne Klassik: Chicago 17 (Chicago)
- 1987: Beste Abmischung eines Albums (Best Engineered Album), ohne Klassik: Bad (Michael Jackson)
- 1996: Album des Jahres (Album of the Year): Falling into You (Celine Dion)
- 1998: Single des Jahres (Record of the Year), My Heart Will Go On (Love Theme from Titanic) (Celine Dion)
- 2000: Bestes Latin-Rock-, Urban- oder Alternative-Album (Best Latin Rock, Urban or Alternative Album), Uno (La Ley)
- 2007: Bestes Gesangsalbum – Traditioneller Pop (Best Traditional Pop Vocal Album): Call Me Irresponsible (Michael Bublé)
- 2009: Bestes Gesangsalbum – Traditioneller Pop (Best Traditional Pop Vocal Album): Michael Bublé Meets Madison Square Garden (Michael Bublé)
- 2010: Bestes Gesangsalbum – Traditioneller Pop (Best Traditional Pop Vocal Album): Crazy (Michael Bublé)

Latin Grammy
- 2002: Bestes Merengue Album (Best Merengue Album): Yo Por Ti (Olga Tañón)
- 2002: Bestes Rock Album von einer Gruppe mit Sänger (Best Rock Album by A Group With Vocal): MTV Unplugged (La Ley)
- 2002: Album des Jahres (Album of the Year), MTV Unplugged (Alejandro Sanz)
- 2002: Single des Jahres (Record of the Year): Y Solo Se Me Ocurre Amarte (Alejandro Sanz)
- 2004: Bestes Rock album von einem Duo oder einer Gruppe mit Sänger (Best Rock Album by A Duo or Group With Vocal), Libertad (La Ley)
- 2015: Auszeichnung für Lebensleistung (Lifetime Achievement Award), (Humberto Gatica)